# Protolabis
Protolabis és un gènere extint de mamífers artiodàctils de la família dels camèlids que visqueren a Centreamèrica i Nord-amèrica durant el Miocè. Se n'han trobat restes fòssils als Estats Units, Hondures i Mèxic. El seu hàbitat natural eren els herbassars. Les espècies d'aquest grup eren digitígrades i de mida comparable a la dels llames, és a dir, una mica més grosses que Michenia. Malgrat aquesta petita diferència de mida, les grans similituds entre Protolabis i Michenia han portat alguns científics a plantejar que podrien ser un mateix gènere amb dimorfisme sexual o, si més no, un clar exemple d'evolució convergent.